# Епархия Петрополиса
Епархия Петрополиса (лат. Dioecesis Petropolitanus) — епархия Римско-Католической церкви с центром в городе Петрополис, Бразилия. Епархия Петрополиса входит в митрополию Нитероя. Кафедральным собором епархии Петрополиса является церковь святого Петра Алькантрийского.

## История
13 апреля 1946 года Римский папа Пий XI издал буллу Pastoralis qua urgemur, которой учредил епархию Петрополиса, выделив её из архиепархии Нитерояи епархии Барра-ду-Пира-Волта-Редонды. Первоначально епархия Петрополиса входила в митрополию Рио-де-Жанейро.
26 марта 1960 года епархия Петрополиса передала часть своей территории в пользу возведения новой епархии Нова-Фрибургу и вошла в митрополию Нитероя.
11 октября 1980 года епархия Петрополиса передала часть своей территории епархии Дуки-ди-Кашиаса.

## Ординарии епархии
- епископ Manoel Pedro da Cunha Cintra (1948—1984);
- епископ José Fernandes Veloso (1984—1995);
- епископ José Carlos de Lima Vaz (1995—2004);
- епископ Filippo Santoro (12.05.2004 — 21.11.2011) — назначен архиепископом Таранто (Италия);
- епископ Gregório Paixão Neto (10.10.2012 — по настоящее время).

## Источник
- Annuario Pontificio, Libreria Editrice Vaticana, Città del Vaticano, 2003, ISBN 88-209-7422-3
- Булла Pastoralis qua urgemur, AAS 39 (1947), стр. 77  (лат.)